# Tandragee Castle

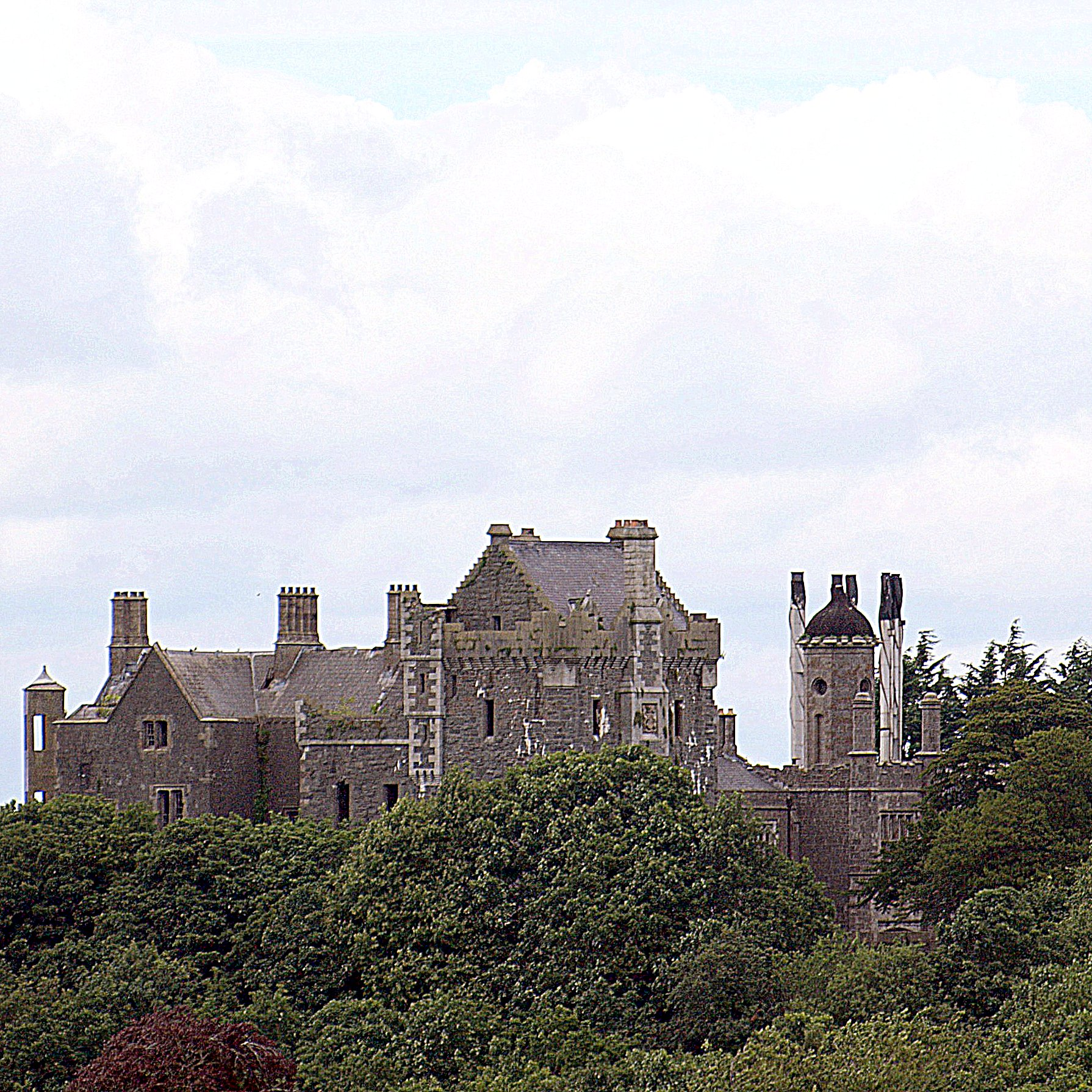
Tandragee Castle

Tandragee Castle (irisch Caisleán Thóin re Gaoith) ist eine Burg im Dorf Tandragee (Tóin re Gaoith) im nordirischen County Armagh. George Montagu, 6. Duke of Manchester, ließ sie 1837 als seinen Familiensitz in Irland errichten. Das Anwesen erwarb der Duke of Manchester durch seine Heirat mit Millicent Sparrow (1798–1848).

## Geschichte
Während der Plantation of Ulster ging die Burg in das Eigentum von Sir Oliver St John, Lord Deputy of Ireland, über. Er ließ die ehemalige Festung des Ó-hAnluain-(O’Hanlon)-Clans neu aufbauen. In der irischen Rebellion von 1641 versuchten die O’Hanlons aber, ihre Ländereien zurückzugewinnen. Als Folge davon wurde die Burg zur Ruine und blieb so die nächsten 200 Jahre lang.
Burg und Anwesen verkaufte in den 1950er-Jahren Alexander Montagu, 10. Duke of Manchester, der in Tandragee geboren war. Käufer war ein Mr Hutchinson, ein Geschäftsmann aus Tandragee. Heute sind in der Burg die Büros des irischen Kartoffelchipsherstellers Tayto untergebracht und auf dem Anwesen gibt es einen Golfplatz.